# Norma González
Norma González (Santander de Quilichao, 11 de agosto de 1982) es una atleta colombiana de pruebas de medio fondo. González participó en dos Juegos Olímpicos consecutivos a partir de Sídney 2000 y en Londres 2012.

## Marcas personales
| Fecha                | Distancia | Lugar             | Marca |
| -------------------- | --------- | ----------------- | ----- |
| 20 de agosto de 2005 | 200 m     | Armenia, Colombia | 22.90 |
| 22 de mayo de 2011   | 400 m     | Sao Paulo, Brasil | 51.58 |